# Herb Sint Eustatius

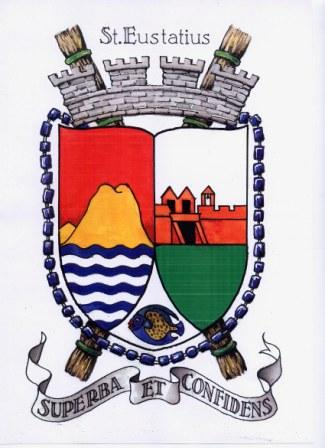
Herb Sint Eustatius

Herb wyspy Sint Eustatius przedstawia na tarczy trójdzielnej w rosochę, w polu pierwszym czerwonym złotą górę nad błękitno-srebrnymi falami. W polu drugim srebrnym czerwony budynek fortu z otwartą bramą na zielonej murawie. Pole trzecie (u podstawy) srebrne z rybą (nefrytek królewski). Za tarczą skrzyżowane łodygi trzciny cukrowej. Na tarczy corona muralis z czterema basztami. Wokół tarczy łańcuch niebieskich koralików.
Pod tarczą wstęga z dewizą Superba et confidens ("Dumna i odważna").
Herb powstał w 2002 roku, oficjalnie został przyjęty przez Radę Wyspy 16 listopada 2004 roku (w tzw. Statia Day).
Autorem herbu jest Walter Hellebrand.
Złota góra w polu pierwszym nawiązuje do poprzedniej nazwy wyspy (Golden Rock), nadanej w czasach kiedy wyspa bogaciła się na handlu. Fort Oranje w polu drugim to najstarsza budowla na wyspie.
Ryba jest symbolem bogactwa przyrody. Łodygi trzciny cukrowej symbolizują dawne jej plantacje na wyspie. Corona muralis to szesnaście fortów które niegdyś strzegły wyspę.